# Somló Sári
Somló Sári (Arad, 1886. március 7. – Kerepes, 1970. március 18.) szobrász, költő, író.

## Életrajza
Somló Sándor színész, a Nemzeti Színház igazgatója és Vadnay Vilma énekesnő, primadonna leányaként született. 1893-ban mikor édesapja a Nemzeti Színházhoz szerződött, a család Budapestre költözött. 1911-12-ben az Iparművészeti Iskolában tanult, ahol Udvary Géza, Holló Barnabás és Maróti Rintel Géza voltak a mesterei. 1912-ben ugyanitt kinevezték tanársegédnek az alakrajzi és bonctani tanszéken, ahol 1915-ig működött. 
1925-26-ban olaszországi és franciaországi járt tanulmányutat tett, Rodinnal is dolgozott. 1908-ban Filozófia című szobrával elnyerte a párizsi Nemzetközi Képzőművészeti kiállításon (Exposition des Arts Décoratifs, Louvre, Médaille d'Argent) a második nagydíjat. 1908-tól a Magyar Képzőművésznők Országos Egyesületének titkára volt, 1922 és 1948 között pedig annak elnöki tisztét látta el.
Autodidakta művész volt, első kiállítását 1908-ban rendezte. Elsősorban portrékon, illetve érzékenyen mintázott kisplasztikákon, valamint érmeken dolgozott. Néhány műve közterületen is meglátható, ezek túlnyomó részt síremlékek. 
A Kisfaludy Társaság felkérésére készítette el Vajda János síremlékét, a Petőfi Társaság pedig Bartók Lajos síremlékének megalkotásával bízta őt meg.
Szobrászi pályája mellett mint író is költő is sikeres volt, ugyanakkor a művészeti közéleti tevékenysége is számottevő. Sokoldalúságából kifolyólag, viszonylag kevés műve született. A második világháborút követően évtizedekig Kerepesen élt visszavonultan, ahol irodalmi alkotásokon dolgozott. Emlékiratainak kiadására nem került sor.

## Díjak, elismerések
- 1915: a Magyar képzőművésznők díja;
- 1938: Müller Béla aranyérme; Nemzeti Szalon ezüstérme.

## Válogatott csoportos kiállítások
- 1908 • Téli nemzetközi kiállítás, Műcsarnok, Budapest • Nemzetközi Képzőművészeti Kiállítás, Párizs
- 1910, 1927, 1930 • Tavaszi Tárlat, Műcsarnok, Budapest
- 1912 • Nemzetközi Iparművészeti Kiállítás, Monza
- 1916, 1918, 1930, 1931, 1938, 1943 • Magyar Képzőművésznők Országos Egyesülete kiállítása, Nemzeti Szalon, Budapest
- 1931 • Téli Tárlat, Műcsarnok, Budapest
- 1933, 1935 • I., III. Nemzeti Képzőművészeti Kiállítás, Műcsarnok, Budapest
- 1940 • Sportdíj kiállítás, IPM, Budapest
- 1942 • Magyar Képzőművésznők Karácsonyi vására, Budapest, Galamb 3.
- 1946 • Magyar Képzőművésznők Egyesülete XXVIII. Kiállítása, Divatcsarnok, Budapest

## Művek közgyűjteményekben
Magyar Nemzeti Galéria, Budapest.

## Köztéri művei
- Katona József (mellszobor, 1936, Budapest, Nemzeti Színház előcsarnok, ma a Színháztörténeti Múzeumban)
- Madách Imre (1936 előtt, Budapest egykor Nemzeti Színház előcsarnok)
- Bartók Lajos-síremlék (1909-1914, Budapest, Kerepesi temető)
- Vajda János-síremlék (1908, felállítva 1915, Budapest, Kerepesi temető)
- Dr. Tartsay Vilmos síremléke (1916, Budapest, Kerepesi temető)
- Apáthy István (bronz, 1930, Szeged, Pantheon)
- Udvary Géza síremléke (1934, Budapest, Farkasréti temető)
- Krisztus kereszttel (kő, 1934, Budapest, II. ker., Pasaréti lakótelep mellett)
- Bartók Lajos-emléktábla (Erdőd, Bartók Lajos szülőházán).

## Írásai
- Költemények (I–II., Bp., 1908–09)
- Hallali vadásztörténetek (novellák, Bp., 1914)
- Szent Miklós (elb., Bp., 1917)
- A mélységből kiáltok… (versek, Bp., 1920)